# Antiteism
Antiteism (anti-teism) innebär ett aktivt avståndstagande från tro på gudar och högre makter, och ett motstånd mot religion. Till skillnad mot ateismen, som enbart innebär avsaknad av tro på samma övernaturliga fenomen, tar antiteismen per definition ställning till andra människors religiösa tro eller till religionen som samhällsfenomen. Antiteismen definierar religiös tro per se som dålig och att religioner inte borde finnas. Begreppet härrör från 1800-talet, den tidigaste dokumenterade användningen är från 1833. Bland andra Michail Bakunin, i sin sammanställning Gud och staten från 1871 argumenterar emot gudstro på såväl ett metafysiskt/filosofiskt som på ett socialt/politiskt plan:
"Gudsidén innebär det mänskliga förnuftets och den mänskliga rättvisans abdikation. Den är det mest avgörande förnekandet av den mänskliga friheten och leder med nödvändighet till människornas förslavande, både i teorin och i praktiken"
Han parafraserade även Voltaires bevingade ord:
"Om gud inte fanns, skulle vi tvingas hitta på honom"
till:
"Om gud verkligen existerade, skulle det vara nödvändigt att avskaffa honom".
På senare tid har antiteismen populariserats främst av författare såsom Ayn Rand och Christopher Hitchens.
I Rands storsäljande filosofiska roman Atlas Shrugged (på svenska Och världen skälvde) attackerar berättelsens hjälte John Galt teismen på följande sätt:
"De hävdar att de uppfattar ett varande överlägset din existens på denna jord. Andemystikerna kallar det ”en annan dimension”, som består i att förneka dimensioner. Muskelmystikerna kallar det ”framtiden”, som består i att förneka nutiden. Att existera är att ha identitet. Vilken identitet kan de ge sitt överlägsna rike? De berättar ständigt för dig vad det inte är, men berättar aldrig vad det är. Alla deras identifieringar består av negligeringar: Gud är det som inget mänskligt sinne kan förstå, säger de – och kräver sedan att du anser det vara kunskap –  Gud är icke-människa, himlen är icke-jorden, själ är icke-kroppen, dygd är vinstlös, A är icke-A, perception är icke-sensorisk perception, kunskap är icke-förnuft. Deras definitioner är inte försök att definiera, utan att sudda ut."
Hitchens uttrycker antiteismen så här: "I'm not even an atheist so much as I am an antitheist; I not only maintain that all religions are versions of the same untruth, but I hold that the influence of churches, and the effect of religious belief, is positively harmful."